# Bóng đá trong nhà tại Đại hội Thể thao Đông Nam Á 2007

Giải bóng đá trong nhà tại Đại hội Thể thao Đông Nam Á 2007 diễn ra từ ngày 7 đến ngày 13 tháng 12 năm 2007.

## Xếp hạng theo quốc gia
| Hạng | Đoàn        | Vàng | Bạc | Đồng | Tổng |
| ---- | ----------- | ---- | --- | ---- | ---- |
| 1    | Thái Lan    | 2    | 0   | 0    | 2    |
| 2    | Malaysia    | 0    | 1   | 0    | 1    |
| 2    | Việt Nam    | 0    | 1   | 0    | 1    |
| 4    | Indonesia   | 0    | 0   | 1    | 1    |
| 4    | Philippines | 0    | 0   | 1    | 1    |
| Tổng | Tổng        | 2    | 2   | 2    | 6    |

## Bảng huy chương
| Nội dung | Vàng     | Bạc      | Đồng        |          |
| -------- | -------- | -------- | ----------- | -------- |
| Nam      | Thái Lan | Malaysia | Indonesia   | chi tiết |
| Nữ       | Thái Lan | Việt Nam | Philippines | chi tiết |

## Trọng tài
| - Lam Chi Ho - Wong Yuen Chi - Serudin Junaidi - Hj Abd. Rahman Hj. Dasnan - Puji Suprayanađi Ngadiman - Anang Suryana Pidi | - Badrul Hisham Kalam - Siva Sengkaran Munlandy - Rey Ritaga - Porferia Barlas - Prakongsuk Kuamala - Vatchrin Numdej |

## Nam

### Bảng A
| Đội tuyển   | số trận | thắng | hoà | thua | bàn thắng | bàn thua | điểm |
| ----------- | ------- | ----- | --- | ---- | --------- | -------- | ---- |
| Thái Lan    | 3       | 3     | 0   | 0    | 28        | 5        | 9    |
| Malaysia    | 3       | 2     | 0   | 1    | 15        | 14       | 6    |
| Philippines | 3       | 1     | 0   | 2    | 10        | 24       | 3    |
| Myanmar     | 3       | 0     | 0   | 3    | 9         | 19       | 0    |

| Philippines                                                    | 4–8      | Malaysia                                                                                            |
| -------------------------------------------------------------- | -------- | --------------------------------------------------------------------------------------------------- |
| Marllart 28' · Gonzales 28' · Go Ali 33' · Zerrudo 38' (ph.đ.) | Chi tiết | Mohd Haris 2' · Addie 11', 14' (ph.đ.), 18' (ph.đ.) · Ab Karnim 15' · Yosoff 22', 30' · Ruzalay 26' |

| Myanmar                                                          | 3–8      | Thái Lan |
| ---------------------------------------------------------------- | -------- | --- |
| Soe Min Oo 19' · Kyaw Zin Nyunt 19' · Khin Maung Tun 32' (ph.đ.) | Chi tiết | Suttiroj 3' · Anucha 4', 18', 33' · Suratsawang 4' (ph.đ.), 20' (ph.đ.) · Chalaemkheat 24' · Issarasuwipakorn 33' |

| Thái Lan | 14–0     | Philippines |
| --- | -------- | ----------- |
| Saisorn 4', 13', 14', 30' · Suratsawang Ekapong 8', 21', 26' · Namboonmee 18', 35' · Issarasuwipakorn 22' · Anucha 26' · Janta 30', 32' · Suratsawang 33' | Chi tiết |             |

| Malaysia                                                | 5–4      | Myanmar                                                          |
| ------------------------------------------------------- | -------- | ---------------------------------------------------------------- |
| Yusoff 13', 30' · Mohd Haris 22' · Ahmed Rizal 31', 39' | Chi tiết | Khin Maung Tun 25' · Soe Min Oo 31' · Maung Maung Myint 33', 34' |

| Philippines                                                  | 6–2      | Myanmar                                         |
| ------------------------------------------------------------ | -------- | ----------------------------------------------- |
| Zerrudo 14', 17', 25' · Go Ali 14' · Mallart 22' · Jaime 39' | Chi tiết | Kyaw Zin Nyunt 3' · Than Wanna Aung 17' (ph.đ.) |

| Thái Lan                                                    | 6–2      | Malaysia                     |
| ----------------------------------------------------------- | -------- | ---------------------------- |
| Suttiroj 1' · Anucha 5', 22', 37' · Saisorn 10' · Janta 35' | Chi tiết | Yusoff 16' · Ahmad Rizal 38' |

### Bảng B
| Đội tuyển | số trận | thắng | hoà | thua | bàn thắng | bàn thua | điểm |
| --------- | ------- | ----- | --- | ---- | --------- | -------- | ---- |
| Indonesia | 2       | 2     | 0   | 0    | 9         | 2        | 6    |
| Lào       | 2       | 1     | 0   | 1    | 5         | 9        | 3    |
| Việt Nam  | 2       | 0     | 0   | 2    | 3         | 6        | 0    |

| Indonesia                                     | 2–1      | Việt Nam          |
| --------------------------------------------- | -------- | ----------------- |
| - Angga Surya Saputra 25' - Denny Handoyo 33' | Chi tiết | - Hà Bảo Minh 21' |

| Lào                                                     | 4–2      | Việt Nam                           |
| ------------------------------------------------------- | -------- | ---------------------------------- |
| Vongchiengkham 7' · Ketsada 10', 39' · Phonepaseuth 31' | Chi tiết | Huỳnh Bá Tuấn 4' · Hà Bảo Minh 23' |

| Lào | 1–7      | Indonesia |
| --- | -------- | --------- |
|     | Chi tiết |           |

### Đấu loại trực tiếp

#### Tóm tắt
|  | Bán kết     | Bán kết  |               |    | Chung kết | Chung kết |
|  |             |          |               |    |           |           |
|  | 11 tháng 12 |          |               |    |           |           |
|  |             |          |               |    |           |           |
|  | Indonesia   | 3        |               |    |           |           |
|  | Indonesia   | 3        | 13 tháng 12   |    |           |           |
|  | Malaysia    | 4        |               |    |           |           |
|  | Malaysia    | 4        | Thái Lan      | 5  |           |           |
|  | 11 tháng 12 |          | Thái Lan      | 5  |           |           |
|  |             | Malaysia | 0             |    |           |           |
|  | Thái Lan    | Malaysia | 0             | 17 |           |           |
|  | Thái Lan    |          |               | 17 |           |           |
|  | Lào         | 1        |               |    |           |           |
|  | Lào         | 1        | Tranh hạng ba |    |           |           |
|  |             |          |               |    |           |           |
|  | 13 tháng 12 |          |               |    |           |           |
|  |             |          |               |    |           |           |
|  | Lào         | 1        |               |    |           |           |
|  | Lào         | 1        |               |    |           |           |
|  | Indonesia   | 11       |               |    |           |           |

### Bán kết
| Thái Lan | 17–1     | Lào                  |
| --- | -------- | -------------------- |
| Munjarern 4', 14', 22', 23', 24', 24', 36', 37', 38' · Chalaemkheat 14', 33', 29' · Issarawipakorn 15' · Khumthikaew 16' · Surat 21' · Janta 27' · Saisorn 34' | Chi tiết | - Vongchiengkham 38' |

| Indonesia                     | 3–4      | Malaysia                                        |
| ----------------------------- | -------- | ----------------------------------------------- |
| Socrates 25' · Angga 36', 38' | Chi tiết | Addie 7', 26' · Yusoff 28' · Mohammad Faizu 30' |

### Tranh Huy chương đồng
| Indonesia | 11–1     | Lào            |
| --- | -------- | -------------- |
| M.Mohammad Ihsan 9' · Jealani Ladjanibi 14', 31', 32' · Andril Irawan 18', 19' · Sayan Karmadi 25', 37' · Denny Handayo 33' · Ahmad Maulana 36' · Angga Surya Saputra 39' | Chi tiết | - Vidalack 39' |

### Chung kết
| Thái Lan                                                                        | 5–0      | Malaysia |
| ------------------------------------------------------------------------------- | -------- | -------- |
| Issarasuwipakorn 4' · Chalaemkheat 10', 10' · Mujarern Anucha 23' · Saisorn 28' | Chi tiết |          |

## Nữ

### Bảng A
| Đội tuyển   | số trận | thắng | hoà | thua | bàn thắng | bàn thua | điểm |
| ----------- | ------- | ----- | --- | ---- | --------- | -------- | ---- |
| Malaysia    | 2       | 2     | 0   | 0    | 6         | 4        | 6    |
| Philippines | 2       | 1     | 0   | 1    | 6         | 4        | 3    |
| Lào         | 2       | 0     | 0   | 2    | 3         | 7        | 0    |

| Philippines                            | 2–3      | Malaysia                           |
| -------------------------------------- | -------- | ---------------------------------- |
| Ariel Marigen 9' · Limbo Farrabeth 29' | Chi tiết | Roslan 13' · Noor Asyrkin 17', 27' |

| Malaysia                                           | 3–2      | Lào                                       |
| -------------------------------------------------- | -------- | ----------------------------------------- |
| Raveen Gill 16' · Noor Asyikin 26' · Farahiyah 32' | Chi tiết | Vandia Soukpaya 9' · Keota Phongoudom 11' |

| Lào             | 1–4      | Philippines                                                                  |
| --------------- | -------- | ---------------------------------------------------------------------------- |
| Chanthamala 35' | Chi tiết | Tanjangco 4' · Ninobla Shella 9' · Servillon Anelita 22' · Ariel Mariger 36' |

### Bảng B
| Đội tuyển | số trận | thắng | hoà | thua | bàn thắng | bàn thua | điểm |
| --------- | ------- | ----- | --- | ---- | --------- | -------- | ---- |
| Thái Lan  | 2       | 2     | 0   | 0    | 10        | 1        | 6    |
| Việt Nam  | 2       | 1     | 0   | 1    | 4         | 6        | 3    |
| Myanmar   | 2       | 0     | 0   | 2    | 2         | 9        | 0    |

| Thái Lan                                             | 6–0      | Myanmar |
| ---------------------------------------------------- | -------- | ------- |
| Orathai 2', 6', 24', 30' · Danya 33' · Jiraprapa 39' | Chi tiết |         |

| Myanmar                             | 2–3      | Việt Nam                                                            |
| ----------------------------------- | -------- | ------------------------------------------------------------------- |
| Nan Kyay Ngon 11' · San San Kyu 35' | Chi tiết | Phùng Thị Minh Nguyệt 10' · Nguyễn Thị Duyên 23' · Lưu Ngọc Mai 38' |

| Việt Nam                 | 1–4      | Thái Lan                             |
| ------------------------ | -------- | ------------------------------------ |
| Nguyễn Thị Tuyết Mai 38' | Chi tiết | Orathai 3', 16', 39' · Jiraprapa 16' |

### Đấu loại trực tiếp

#### Tóm tắt
|  | Bán kết     | Bán kết  |               |   | Chung kết | Chung kết |
|  |             |          |               |   |           |           |
|  | 11 tháng 12 |          |               |   |           |           |
|  |             |          |               |   |           |           |
|  | Malaysia    | 1        |               |   |           |           |
|  | Malaysia    | 1        | 13 tháng 12   |   |           |           |
|  | Việt Nam    | 3        |               |   |           |           |
|  | Việt Nam    | 3        | Việt Nam      | 2 |           |           |
|  | 11 tháng 12 |          | Việt Nam      | 2 |           |           |
|  |             | Thái Lan | 5             |   |           |           |
|  | Thái Lan    | Thái Lan | 5             | 9 |           |           |
|  | Thái Lan    |          |               | 9 |           |           |
|  | Philippines | 2        |               |   |           |           |
|  | Philippines | 2        | Tranh hạng ba |   |           |           |
|  |             |          |               |   |           |           |
|  | 13 tháng 12 |          |               |   |           |           |
|  |             |          |               |   |           |           |
|  | Malaysia    | 1        |               |   |           |           |
|  | Malaysia    | 1        |               |   |           |           |
|  | Philippines | 3        |               |   |           |           |

### Bán kết
| Malaysia   | 1–3      | Việt Nam                                                               |
| ---------- | -------- | ---------------------------------------------------------------------- |
| Roslan 29' | Chi tiết | Nguyễn Thị Mỹ Kim 19' · Nguyễn Thị Nga 33' · Phùng Thị Minh Nguyệt 35' |

| Thái Lan | 9–2      | Philippines               |
| --- | -------- | ------------------------- |
| Hathairat 12' · Sasicha 13', 22' · Jiraprapa 14', 34' · Chownee 17' · Nipaporn 22' · Nipa 28' · Warinda 39' | Chi tiết | Francine 25' · Glaiza 39' |

### Tranh huy chương đồng
| Malaysia         | 1–3      | Philippines                  |
| ---------------- | -------- | ---------------------------- |
| Noor Asyikin 36' | Chi tiết | Shella 9', 26' · Marigen 11' |

### Chung kết
| Việt Nam                                     | 2–5      | Thái Lan                                         |
| -------------------------------------------- | -------- | ------------------------------------------------ |
| Trần Thị Hồng Lĩnh 6' · Nguyễn Thị Duyên 19' | Chi tiết | Orathai 2', 16', 30' · Jiraprapa 4', 12' (ph.đ.) |